# Hip, Hip, Hurrah!
Hip, Hip, Hurrah! est une peinture à l'huile de 1888 du peintre danois Peder Severin Krøyer.

## L’œuvre
Hip, Hip, Hurrah! est une peinture à l'huile sur toile de 1888 réalisée par Peder Severin Krøyer. Elle montre divers membres de ce groupe de peintres de Skagen : un groupe d'artistes danois, norvégien et suédois qui formait une communauté dans cette ville la plus au nord du Jutland, au Danemark, dans les années 1880 et au début des années 1890. Hip, Hip, Hourra! est typique des productions des peintres de Skagen,  dans le style des impressionnistes et des naturalistes français. Ce tableau utilise les jeux de lumière, et comporte des similitudes, dans sa composition et son objet, avec certaines peintures de Renoir. Mais, en même temps, il renvoie à la tradition des réunions d'amis des artistes de l'âge d'or danois comme Ditlev Blunck, Constantin Hansen et Wilhelm Ferdinand Bendz. 
La peinture a été commencée en 1884, après une fête chez un autre artiste, Michael Peter Ancher. Sa réalisation, qui a duré quatre ans, a provoqué une brouille entre les deux peintres, Peder Severin Krøyer insistant pour accéder au lieu. Elle a été exposée à Charlottenborg en 1888. De gauche à droite, les personnes représentées sont : Martha Møller Johansen, son mari, le peintre Viggo Johansen, le peintre norvégien Christian Krohg, Krøyer, Degn Brøndum (le frère d'Anna Ancher), Michael Peter Ancher, le peintre suédois Oscar Björck, le peintre danois Thorvald Niss, la professeure Helene Christensen (qui était amoureuse de Krøyer), le peintre danois Anna Ancher et sa fille Helga Ancher.